# Guy Poitevin
Guy Poitevin (* 19. Oktober 1927 in Entrains-sur-Nohain; † 2. Dezember 2008) war ein französischer Fußballspieler und -trainer.

## Spielerkarriere
Von 1950 an stand der 181 Zentimeter große Abwehrspieler Poitevin im Profikader des nordfranzösischen Erstligisten OSC Lille. Er avancierte gleich im Verlauf der Spielzeit 1950/51 zum Stammspieler und verbuchte mit einer Vizemeisterschaft 1951 zugleich seinen ersten Erfolg auf nationaler Ebene. Dennoch kehrte er Lille im Anschluss daran den Rücken und unterschrieb beim Ligakonkurrenten OGC Nizza. Zu einer Zeit, in der Ein- und Auswechslungen noch nicht möglich waren, erhielt er auch bei Nizza einen Stammplatz und war mit der Mannschaft ebenfalls auf nationaler Ebene erfolgreich, wobei er 1952 die Meisterschaft gewinnen konnte. Im selben Jahr stand er im Pokalfinale gegen Girondins Bordeaux auf dem Platz, das dank eines 5:3-Erfolgs auch den Pokalsieg und damit den Gewinn des Doubles aus Meisterschaft und Pokal bedeutete. 1954 konnte er den Pokal zum zweiten Mal gewinnen.
Auch wenn in der Liga zunächst mäßige Zeiten für Nizza folgten, blieb Poitevin seinem Verein treu, wodurch er 1956 am erneuten Gewinn der nationalen Meisterschaft beteiligt war. Obwohl er bis zuletzt einen Stammplatz in der erfolgreichen Mannschaft innegehabt hatte, beendete er im selben Jahr mit 28 Jahren nach 170 Erstligapartien ohne Torerfolg seine Profilaufbahn.

## Trainerkarriere
Zu Beginn der Saison 1962/63 wurde er bei seinem mittlerweile in der zweiten Liga antretenden Ex-Klub OSC Lille als neuer Trainer vorgestellt. Mit Platz sieben wurde ein eventueller Aufstieg klar verfehlt; Poitevin durfte zwar bis zum Saisonende bleiben, musste im Sommer 1963 jedoch seinen Posten räumen. Einen weiteren Trainerjob im Profifußball nahm er nicht an.